# 수비즈 공작 샤를 드 로앙
수비즈 공 샤를 드 로앙(1715 - 1786)은 프랑스의 귀족, 군인, 정치인이다. 로앙-로앙 공작이자 로베르발(Roberval)의 영주로서, 1758년부터 프랑스 원수의 지위에 앉아, 루이 15세와 루이 16세 2대에 걸쳐 장관을 맡았다. 유명한 방탕자로서 악명이 높으며, 그는 로앙 가(House of Rohan)의 분가(分家;Branch) 마지막 남자로서, 1804년 나폴레옹에게 처형된 앙기앵 공작은 그의 증외손이었다.

## 생애
1715년 7월 16일 샤를은 베르사이유에서 태어났다. 아버지는 수비즈 공 줄 프랑수아 루이 드 로앙(Jules François Louis de Rohan, prince de Soubise)로서 왕립경호대의 헌병대 대령이었다. 어머니는 안느 줄리에 아데라이드 드 멜룬(Anne-Julie-Adélaïde de Melun)이다. 1724년 양친이 모두 천연두로 인해 죽자, 누이인 마르상 부인(어릴적 루이 16세등 형제의 교육계였다)와 더불어 고아가 되었다. 그는 조부 에르큐르에게 맡겨졌고, 같은해 루이 15세의 놀이동무로서 궁정에서 생활했다.
그는 루이 15세을 수행하여 1744년부터 1748년까지 원정에 참가했다. 그는 군사적 재능보다는 처세술에 능했기에 군인으로서 빠른 출세를 할 수 있었다. 이윽고 7년 전쟁이 발발하자, 왕의 애첩 퐁파두르 후작 부인의 영향력을 통해 그는 24,000명의 병력을 이끌었으나, 1757년 11월 로스바흐 전투에서 대패를 당했다.
군인으로서 후기 경력은 그에게는 다행히 행운이었다. 그는 1763년 파리 조약때까지 군사업무를 계속했고, 그 후 보통의 궁정인, 또는 파리의 유행을 이끄는 인물로서 살아갔다.
그는 2명의 딸이 있었다:
- 샤를로트 엘리자베트 고드프리드 드 로앙(Charlotte Élisabeth Godefride de Rohan) 1737-1760, 콩데 공 루이 조제프 드 부르봉과 결혼.
- 빅트와르 아르망드 조제페(Victoire Armande Josèphe) 1743-1807, 같은가문의 게메네 공(Prince de Guéménée) 앙리 루이 마리에 드 로앙과 결혼.

"수비즈"는 또한 요리의 음식과 함께 등장하는 쌀과 양파 퓨레로 만든 소스로 알려져 있는데, 이것은 수비즈 공 샤를 드 로앙이 이 소스를 칭찬하며 명명한 것에서 유래한다:수비즈 소스.

## 같이 보기
- 퐁파두르 후작 부인
- 뒤바리 백작 부인

## 참고 자료
본 문서에는 현재 퍼블릭 도메인에 속한 브리태니커 백과사전 제11판의 내용을 기초로 작성된 내용이 포함되어 있습니다.